# Homeomorfi

En homeomorfi mellan en kaffekopp och en ringmunk (torus).

Homeomorfi (från grekiskans homeos, lika, och morphe, form) är ett begrepp inom topologi, en gren inom matematiken. Homeomorfi skall inte blandas samman med homomorfi.
Förenklat kan begreppet homeomorfi illustreras med geometriska objekt. En homeomorfi mellan två objekt är en "deformation" som förvandlar det ena objektet till det andra men inte skär sönder eller gör hål i objekten. Två objekt kallas homeomorfa om det finns en homeomorfi som förvandlar det ena objektet till det andra. En kvadrat och en cirkel är därmed homeomorfa, men en sfär och torus är inte det.
Matematisk sett är en homeomorfi en kontinuerlig bijektiv funktion mellan topologiska rum med kontinuerlig invers. En homeomorfi är en isomorfi i kategorin av topologiska rum, dvs en avbildning mellan topologiska rum som bevarar alla topologiska egenskaper. Om det finns en homeomorfi mellan två topologiska rum säges de vara homeomorfa. Ur topologisk synvinkel är de likadana.